# Giovannis Rache
Giovannis Rache ist ein deutscher Kriminalfilm von 1917 der Filmreihe Harry Higgs.

## Handlung
John Smith ist sehr verliebt in Alice Bellington, die Tochter eines Professors. Umso enttäuschter ist Smith, als Alice sich mit dem reichen Afrikaforscher Fred Cook verlobt. John heckt daraufhin einen mörderischen Plan aus, um sich am unliebsamen Konkurrenten zu rächen. Smith instrumentalisiert für sein perfides Komplott sogar Meisterdetektiv Harry Higgs. Smith tut so, als würde Fred ihm nach dem Leben trachten, und tatsächlich wird eines Tages John Smith tot aufgefunden. Higgs hat Zweifel an dem Offensichtlichen, und er versucht den Dingen auf den Grund zu gehen. Tatsächlich hat Smith sich selbst umgebracht, um den Verdacht eines angeblichen Mordes auf Cook zu lenken.

## Produktionsnotizen
Der Film hat eine Länge von fünf Akten auf 1559 Metern. Gedreht wurde im Frühling 1917, die Uraufführung fand am 25. Mai 1917 im Berliner Mozartsaal statt.
Für den nicht einmal 18-jährigen Chefkameramann Curt Courant war dies einer seiner ersten Filme.

## Kritiken
„Dieses Stück gibt uns im höchsten Maße geistige Anregung und regt uns zu den verschiedensten Vermutungen an, die sich immer wieder als irrig erweisen, bis endlich die Lösung auf ganz unerwartete Weise eintritt (…) Ebenso interessant und spannend als das Sujet ist auch die Behandlung desselben und die technische Durchführung des Regisseurs Rudolf Meinert, der ein Meister in seinem Fache ist.“

In Paimann’s Filmlisten ist zu lesen: „Stoff und Spiel sehr gut, Szenerie und Photos ausgezeichnet.“